# Taisetsu ni Suru yo
"Taisetsu ni Suru Yo" (たいせつにするよ) là đĩa đơn thứ 18 củaShibasaki Kou (bao gồm RUI, KOH+).
Bài hát được phổ nhạc và đươkc phát hành vào ngày 4 tháng 3 năm 2009.

## Bình luận
- Bài hát chủ đề phim『Doraemon: Tân Nobita và lịch sử khai phá vũ trụ』（được  công chiếu tại hệ thống rạp phim Toho ngày 7 tháng 3 năm 2009.

## Bài hát
CD
1. Taisetsu ni Suruyo（Lyrics: Shibasaki Kou /soạn nhạc,cải biên: Ichikawa Jun - bài hát phim "Doraemon: Tân Nobita và lịch sử khai phá vũ trụ"
2. dive（Lyrics：Shibasaki Kou/Soạn nhạc: Kato Yusuke/Phối nhạc：REO）
3. 幸せ繋いでた糸（Lyrics：Shibasaki Kou/soạn nhạc: Ichikawa Jun/Arrangement: Kahara Daisuke
4. Taisetsu ni Suru yo (Backing Track)

DVD（Copy track）
- Taisetsu ni Suru yo(Music Video)

## Album
- 『Love Paranoia』（1.,2.）